# Tmetolophota atristriga
Tmetolophota atristriga är en fjärilsart som först beskrevs av Walker 1865b.  Tmetolophota atristriga ingår i släktet Tmetolophota och familjen nattflyn. Inga underarter finns listade i Catalogue of Life.